# Brasão de armas da Suécia
Os Brasões de Armas do Reino da Suécia (em sueco: Sveriges riksvapen), em suas formas maior e menor, são os brasões oficiais da Suécia para seu monarca e governo. A sua forma e uso estão regulados pela lei 1982:268.
O Brasão de Armas Maior é esquartelado, e os quartos são separados por uma cruz pátea dourada. O primeiro e o quarto quartos são de cor azul com três coroas douradas, representando a Suécia. O segundo e o terceiro quartos são de cor azul também, mas com três barras onduladas de prato, e um leão coroado dourado, representando a Casa de Bjälbo, que governou a Suécia de 1250 a 1364. É conhecido desde o século XV.
No centro do brasão é um escudo pequeno partido. O parte de direito é terciado em banda de azul, branco e vermelho, com um fasces dourado. Este brasão é da Casa de Vasa, que governou a Suécia de 1523 a 1654. O parte de esquerdo é azul com uma águia napoleônica dourada, sobre um ponte de cor de prato, derivado da cidade italiana de Pontecorvo. No topo são as sete estrelas principais da constelação de Ursa Major no cor de ouro. Este brasão é da Casa de Bernadotte, a atual dinastia real.
Os suportes são leões coroados dourados. Sobre o brasão é a coroa real da Suécia. O brasão é cercado pela insígnia da Ordem do Serafim, a ordem de cavaleria a mais alta do país, e emoldurado com um manto real de arminho, sob a coroa.
O Brasão de Armas Menor (lilla riksvapnet) é o brasão de Suécia sozinho; azul com três coroas douradas, sempre disposto sob a coroa real, e sem suportes, ordem ou manto. Este brasão é usado em geral pelo governo e pelas embaixadas da Suécia. Foi dos cores do brasão que os cores da bandeira da Suécia - azul e amarelo na forma de uma cruz escandinava - são derivados. É conhecido desde o século XIV.